# Gregorius Trehou
Gregorius Trehou (formentlig død 1621) var en nederlandsk musiker.

## Liv og gerning
Trehou blev 1. marts 1590 ansat som kapelmester ved det danske hof. Han var hollænder og kom hertil fra Tyskland. At han, en ellers ubekendt komponist, fik optaget en seks-stemmig Cantio sacra: "In dedicatione templi, hæc est domus" i 4. del af Pietro Joanellis Thesaurus musicus der udkom i Venedig 1568, kunne tyde på at han i sin ungdom har opholdt sig og fået sin uddannelse i denne musikby, hvor både tyskere og nederlændere søgte hen for at studere musik, og hvor det også under hans ledelse af det danske hofkapel blev skik at lade de mest lovende af kapellets unge musikere oplære.
Om hans liv og virken vides i øvrigt kun lidt; men det store opsving i musikken ved hoffet som fandt sted under Christian IV’s regering, og som først og fremmest skyldtes kongens levende interesse for tonekunsten, begyndte medens Trehou var kapelmester. Hans fortjenester blev også påskønnet. I 1601 fik han brev på et hus i Helsingør, og 1606 fik han et vikarie i Roskilde.
Ved Kalmarkrigens udbrud blev kapellet betydelig indskrænket. Trehou blev afskediget den 10. april 1611 og kapelmesterposten inddraget. Han må være død i begyndelsen af året 1621. Den 14. februar 1621 blev nemlig sangeren Hans Brachrogge forlenet med det vikarie i Roskilde, som nu var blevet ledigt.